# George Duff
George Francis Denton Duff (Toronto, 29 de julho de 1926 – Toronto, 2 de março de 2001) foi um matemático canadense. Pesquisou principalmente equações diferenciais parciais e fenômenos ondulatórios.
Foi aluno de doutorado de Solomon Lefschetz na Universidade de Princeton. Tornou-se professor da Universidade de Toronto em 1952.
Duff foi palestrante convidado de plenário (Invited Plenary speaker) do Congresso Internacional de Matemáticos em Vancouver em 1978.